# Chiesa di Santo Stefano Protomartire (Taino)
La chiesa di Santo Stefano Protomartire è la parrocchiale di Taino, in provincia di Varese ed arcidiocesi di Milano; fa parte del decanato di Sesto Calende.

## Storia
La primitiva chiesa di Taino, della quale sopravvive il campanile inglobato nell'edificio ottocentesco, sorse nell'XI secolo; la chiesa venne poi menzionata nel Liber Notitiae Sanctorum Mediolani come in loco Tain ecclesia sancti Stephani.

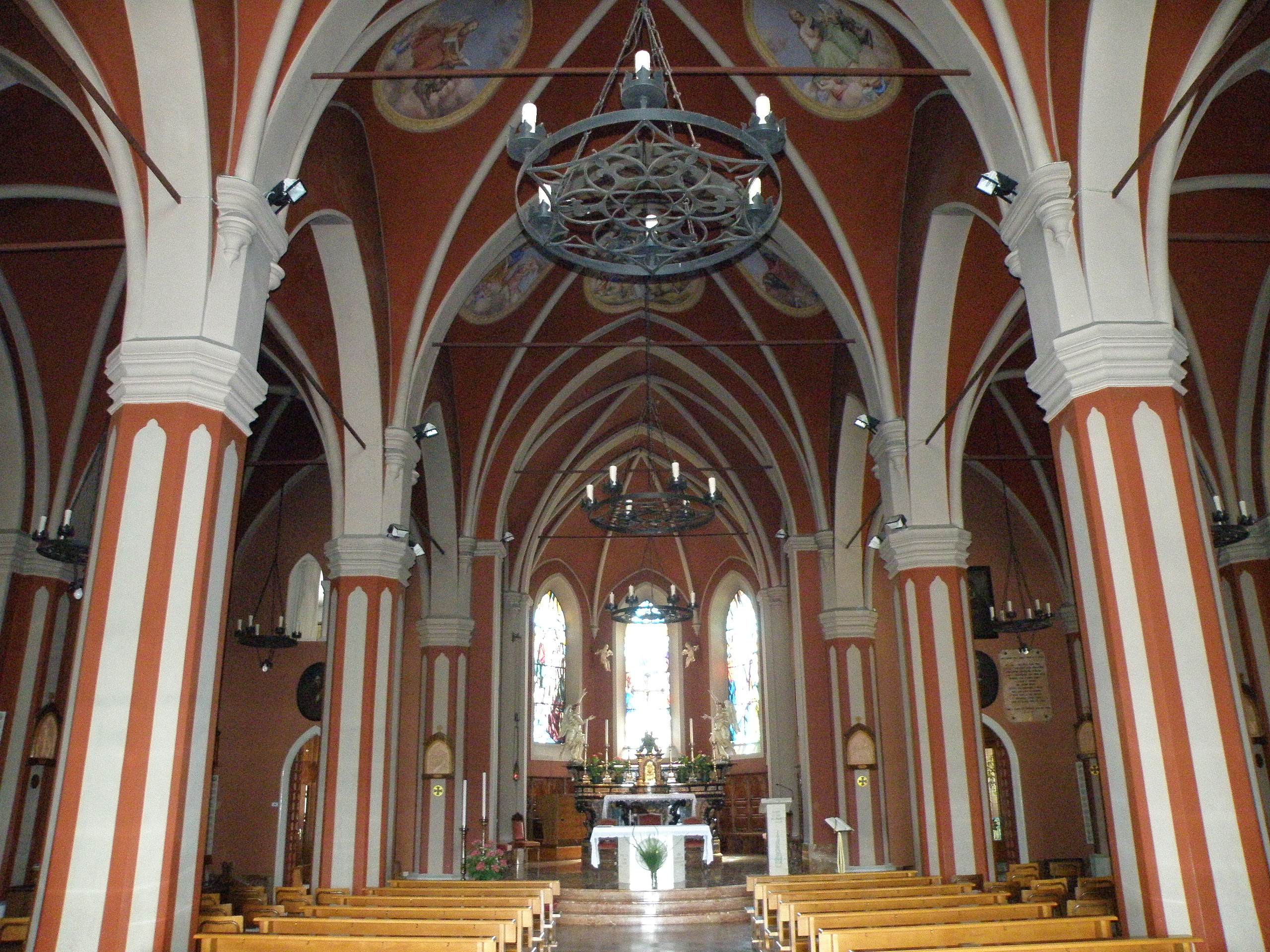
L'interno

Il 20 maggio 1579 la chiesa tainese venne eretta a parrocchiale; negli atti relativi alle visite pastorali compiute tra Cinque e Seicento si legge che essa era inserita nella pieve foraniale di Angera.

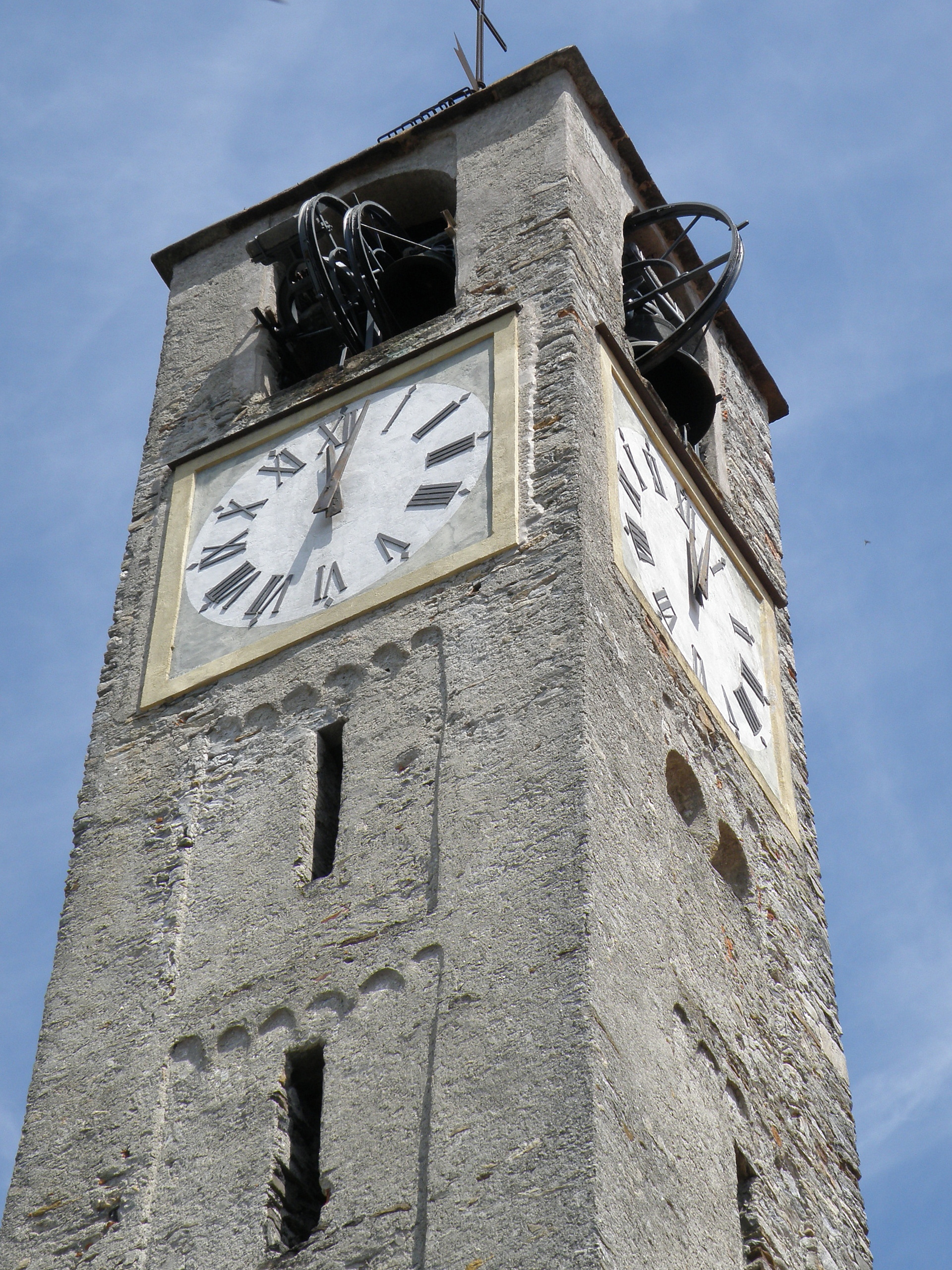
Il campanile

Nel 1871 si decise di edificare una nuova chiesa e, così, l'architetto Achille Cavallini venne incaricato di redigerne il progetto; sul finire del 1873 fu demolito l'edificio medievale e il 23 settembre 1873 venne posta la prima pietra della costruenda chiesa. I lavori, sovvenzionati dalla contessa Maria Serbelloni in Crivelli, furono portati a compimento il 27 agosto 1874, mentre la parrocchiale venne aperta al culto il 24 novembre del medesimo anno.
Nel 1876 fu realizzata la cappella di San Giuseppe e tre anni dopo vennero completate le decorazioni; nel 1880 fu posto in essere l'organo e il 16 settembre 1892 venne impartita la consacrazione.
Dalla relazione della visita pastorale del 1896 dell'arcivescovo Andrea Carlo Ferrari s'apprende che il reddito era pari a 802,65 lire, che a servizio della cura d'anime v'era il solo parroco, che i fedeli ammontavano a 1964 e che nella parrocchiale, che aveva come filiali le cappelle della Natività di San Giovanni Battista a Cheglio, di Maria Santissima e di Sant'Eurosia, avevano sede la confraternita del Santissimo Sacramento e la congregazione del Terz'Ordine di San Francesco d'Assisi.
Tra il 1956 e il 1958 l'edificio fu interessato da alcuni lavori di restauro; nel 1972, con la riorganizzazione territoriale dell'arcidiocesi, la parrocchia entrò a far parte del neo-costituito decanato di Sesto Calende.

## Descrizione

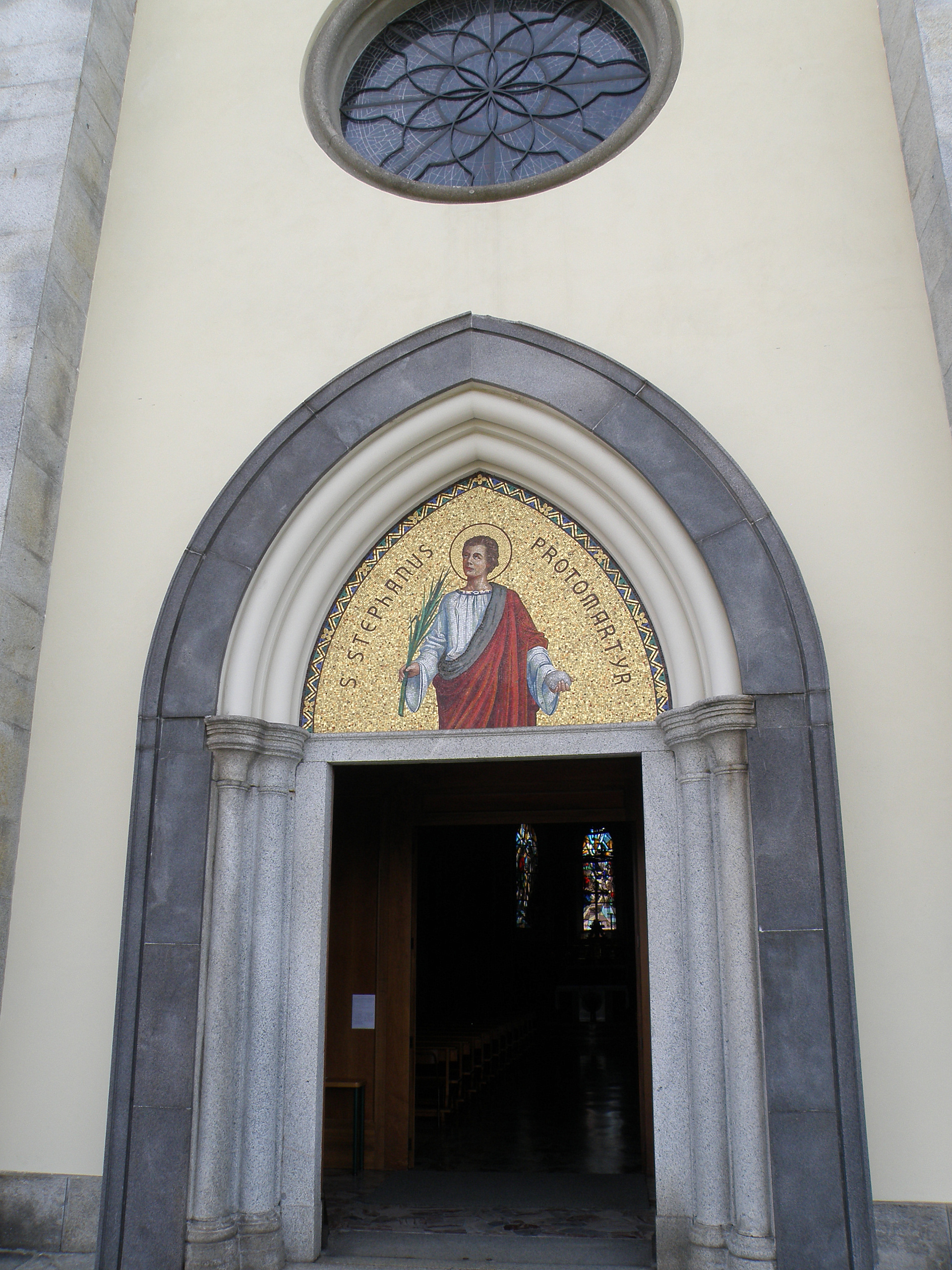
Il portale d'ingresso

### Esterno
La facciata della chiesa, intonacata, è tripartita da quattro paraste sopra le quali sono collocati dei pinnacoli; nella parte centrale si apre il portale d'ingresso sovrastato da una lunetta a sesto acuto, contenente un mosaico avente come soggetto Santo Stefano Protomartire, e da un rosone, mentre le due laterali sono caratterizzate da due finestre.
Una parete esterna ospita meridiana di dimensioni e fattura notevoli, recante sullo sfondo lo stemma della famiglia Serbelloni, grandi benefattori nell'erezione della chiesa. La meridiana fu costruita in sostituzione di un precedente, analogo, strumento.
Il campanile, annesso alla parrocchiale, è in pietra e presenta delle finestrelle lungo la canna e delle lesene laterali; all'altezza della cella campanaria si aprono quattro monofore.

### Interno
L'interno dell'edificio si compone di tre navate, suddivise in quattro campate, sulle quali si aprono le due cappelle laterali di San Giuseppe e della Madonna del Rosario.
Al termine dell'aula si sviluppa il presbiterio, che fu oggetto di un risistemazione sul finire del XX secolo.